# IC 5086
IC 5086 — галактика типу E-S0 (еліптична спіральна галактика) у сузір'ї Мікроскоп.
Цей об'єкт міститься в оригінальній редакції індексного каталогу.